# 天主教蒂米卡教區
天主教蒂米卡教區（拉丁語：Dioecesis Timikaënsis）是印度尼西亞一個羅馬天主教教區，位於巴布亞省西部，屬馬老奇總教區。教區成立時有教友72,000人、23個堂區、21名司鐸。現任主教為若望·斐理伯·薩克利爾。
2004年1月10日自查亞普拉教區劃出分為教區。